# Осипов, Дмитрий Петрович (архитектор)
Осипов Дмитрий Петрович (19 октября 1887 — 23 октября 1934, Москва) — советский архитектор.

Бюст Осипова в Донском крематории

## Биография
В 1917 году окончил Высшее художественное училище при Императорской Академии художеств со званием архитектора-художника. Член Объединения архитекторов-урбанистов.
Жил в Москве по адресу: Тверская улица, 62, кв. 10. Скончался в 1934 году. Кремирован в Донском крематории, перестроенном из церковного здания по проекту Осипова. Прах захоронен в крематории (ныне — храм святых Серафима Саровского и Анны Кашинской на Новом Донском кладбище), над урной — бюст работы скульптора Мотовилова.

## Творчество
Автор герба Москвы, использовавшегося в 1924—1993 годах.

### Архитектурные работы
- 1918 — проект разборки памятника Александру III, Москва;
- 1918 — Монумент советской конституции, Москва, Советская площадь (не сохранился);
- 1921 — проекты посёлка Кизеловской электростанции, совместно с Л. А. Весниным[1];
- 1923 — Памятник К. А. Тимирязеву, совместно с С. Д. Меркуровым, Москва, Тверской бульвар[6];
- 1924 — конкурсный проект памятника В. И. Ленину, совместно с С. Д. Меркуровым, Киев (не осуществлён)[7];
- 1926 — памятник В. И. Ленину, совместно с С. Д. Меркуровым, Загорск[8];
- 1926 — памятник В. И. Ленину, совместно с М. Шильниковым, Великий Новгород[9];
- 1926—1927 — Донской крематорий, Москва (не сохранился)[10];
- 1929—1932 — Комплекс общежитий Института красной профессуры, совместно с А. М. Рухлядевым, Москва, Большая Пироговская улица, 51[11].

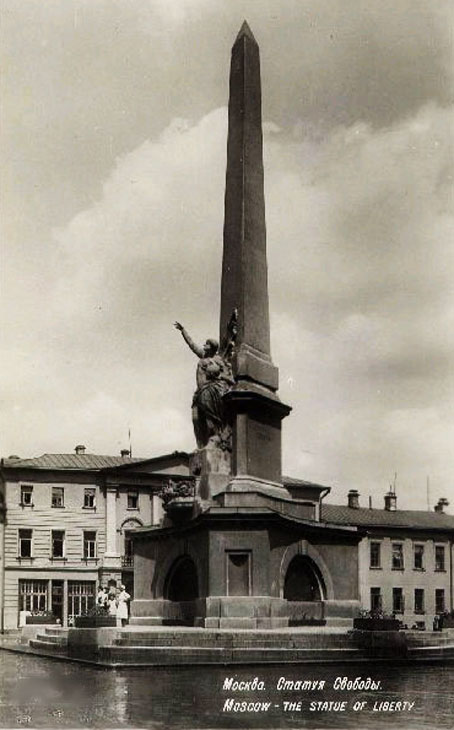
Монумент советской конституции
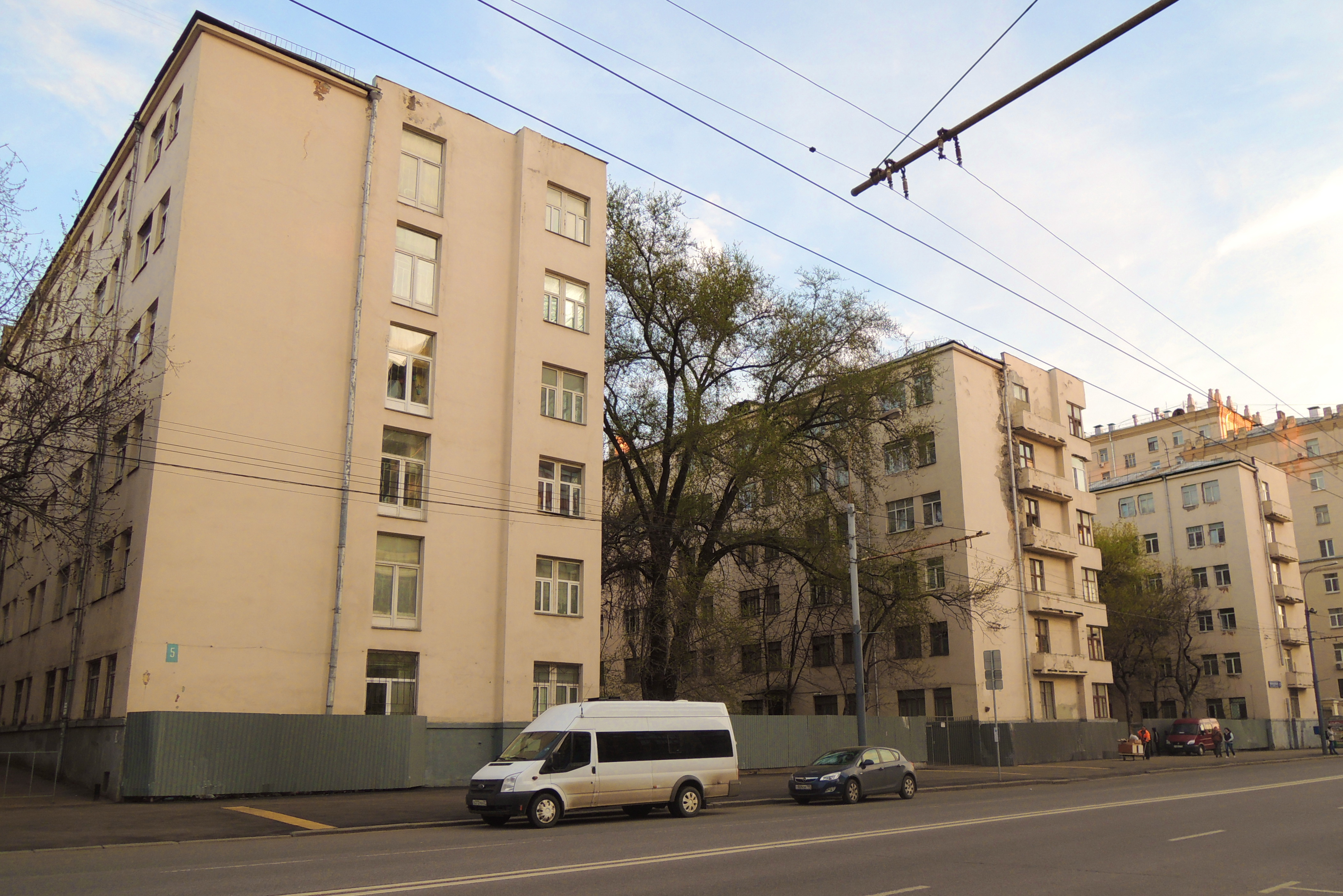
Комплекс общежитий Института красной профессуры. Большая Пироговская улица, 51
Донской крематорий
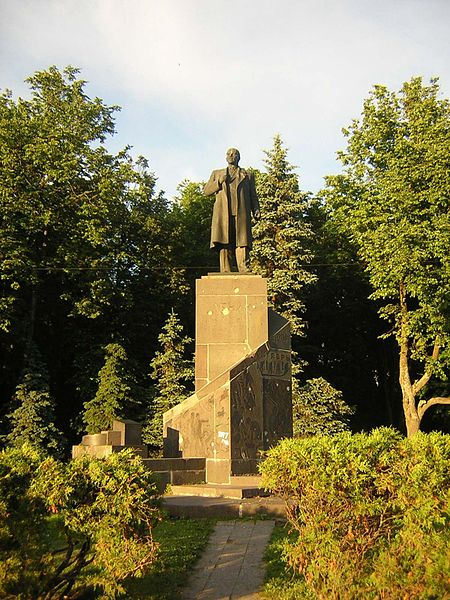
Памятник В. И. Ленину в Великом Новгороде

### Публикации
- Крестьянская изба на севере России. —Тотьма, 1924.
- Организация и учёт строительных работ / соавт. А. М. Рухлядев. —М.: Центрожилсоюз, тип. «Полеспечать», 1928.
- Организация, учёт и отчётность ремонтных работ / соавт. А. М. Рухлядев. —М.: Центрожилсоюз, тип. «Мысль печатника», 1931.